# Pravidelná zahrada

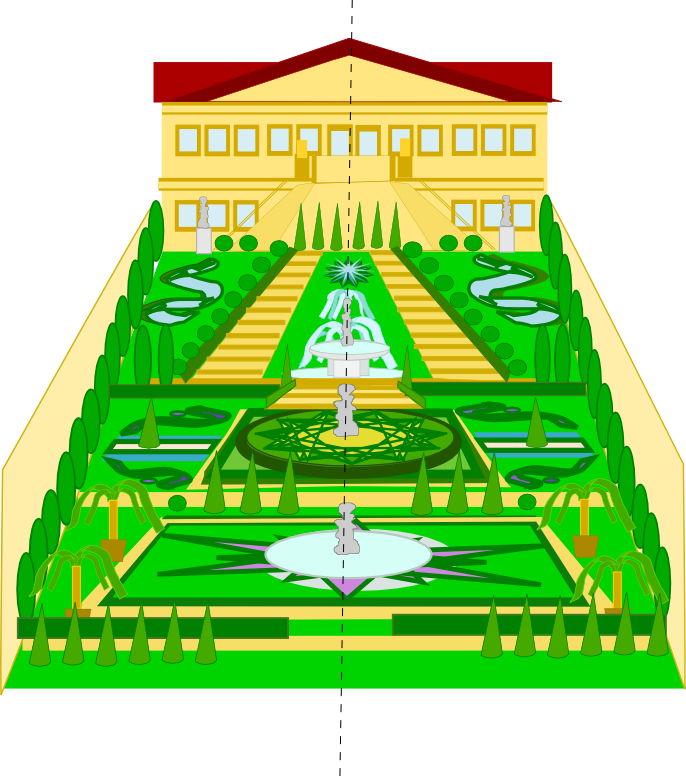
Náčrt symetrie a pravidelnosti historické zahrady.

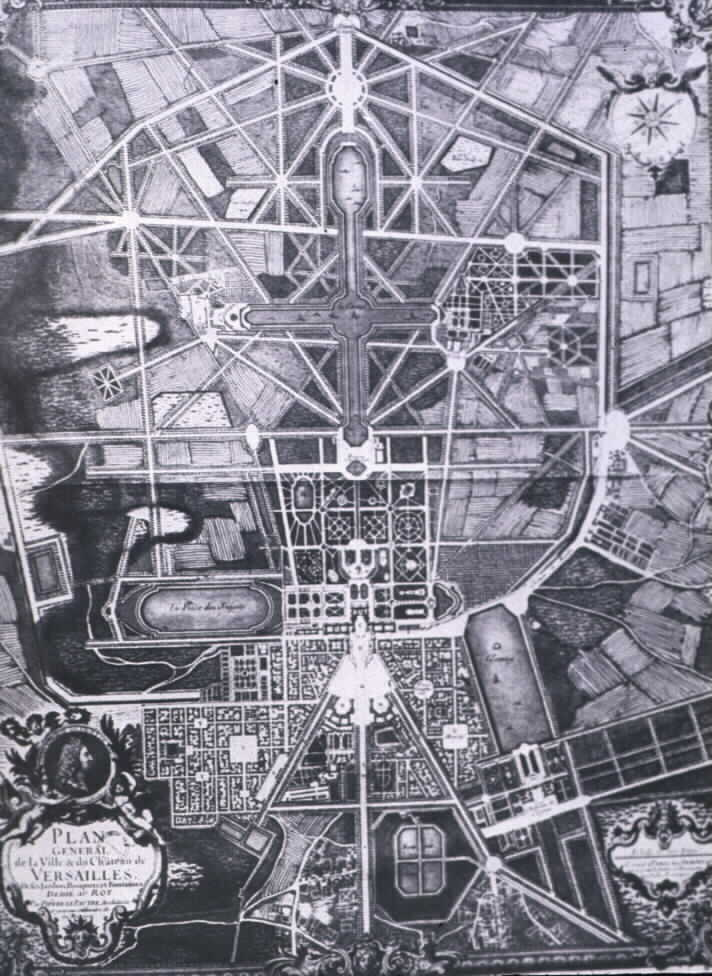
Plán zahrady ve Versailles.

Pravidelná zahrada je formou úpravy okrasné zahrady která je založena na opakování, symetrii, geometrii, přímých nebo geometrických liniích, dokonalosti,  pravidelnosti. Pro tento druh úprav je také používán název geometrická zahrada, architektonická zahrada. V odborné literatuře z 19. století v anglickém jazyce je někdy pro tuto úpravu zahrad používán také název „ancient“, „formal“, tedy historické, úpravné nebo společenské. Z tohotio termínu také vychází synonymum formální zahrada. Pravidelné zahrady vycházejí z nejlepších zkušeností a kvalit francouzských zahrad z období baroka a renesančních terasových italských zahrad. Neskrývají svoji umělost, využívají ji jako estetický projev.
Typické úpravy zahradní architektury v pravidelné zahradě, jsou prováděny podle zásad sadovnické tvorby.

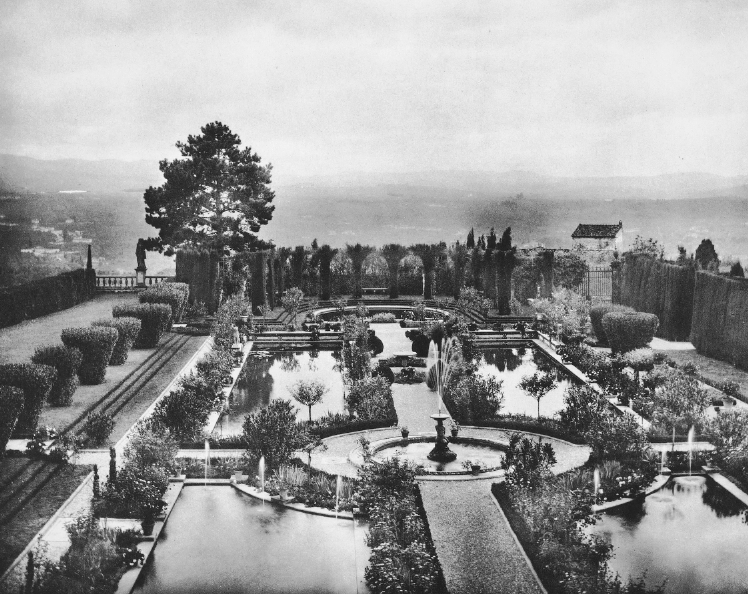
Zahrada u Villa Gamberiana v Itálii

## Použití

### Historické
Humphrey Repton v knize Umění_zahradní_architektury při popisu rozdílu mezi pravidelnou a nepravidelnou úpravou, píše o pravidelné úpravě:
„…přírodní krásy nebo defekty kompozice neměly žádný vliv, bylo moderní oddělit, a obklopit vysokými zdmi každý objekt. Za druhé, tyto zdi nebyly nikdy považované za defekt. Naopak, byly zdobeny vázami, drahými železnými vraty, a palisádami, které je činily víc viditelnými. Za třetí, vytvořené zahrady se neměly jevit přírodními, byla využívána každá možnost, aby bylo zobrazeno nákladné úsilí o umění, kterým byla příroda potlačena. Terén byl srovnán do rovin a přímek, voda byla vtisknuta obdélníková forma, nebo tvar pravidelných nádrží. Stromy, jestliže nebyly ořezány do umělých tvarů, byly přinejmenším vysazeny v přesných liniích a pečlivě vyměřených mírách, v kterých se ruka formálního umění nemohla nikde zmýlit. A, na závěr, ceněné předměty pohodlí a komfortu byly umístěny tak blízko domu, jak to jen bylo možné. Stáje, stodoly, a zelinářská zahrada patřily k ozdobám domu. Ačkoliv se nikdo nepokoušel vesnici, chudobinec, farní školu a hřbitov zakrývat zdmi nebo palisádami, které by je oddělily od nazdobeného parku.“

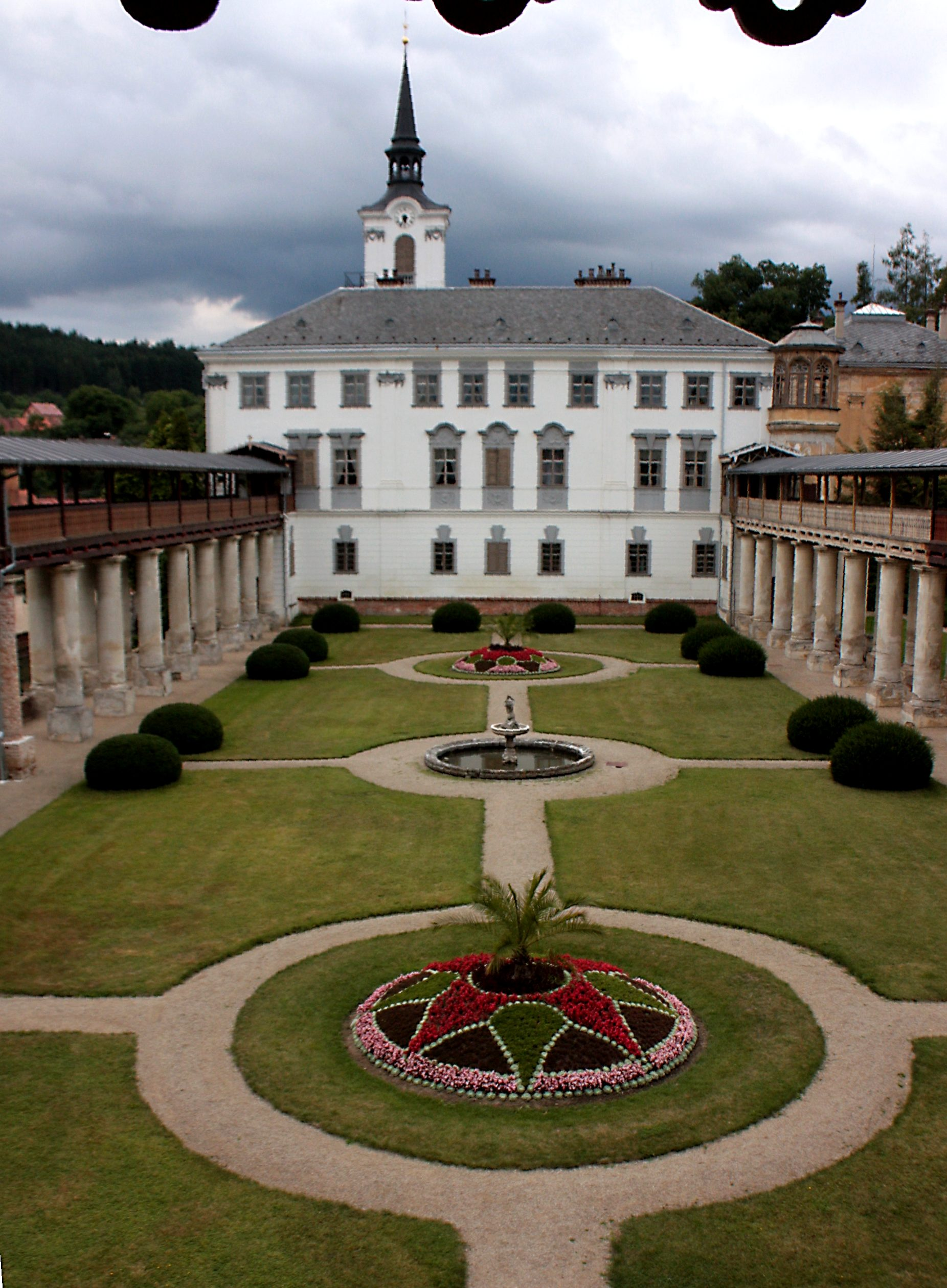
Park u zámku v Lysicích.

„Kdekoli souměrnost je užitečná pro duši, a může napomáhat jejím funkcím, je jí příjemná; ale kdekoli je zbytečná, stává se odpornou, protože to omezuje rozmanitost. Proto, věci, které vidíme v rozmanitém sledu, nejsou pro naši duši obtížné k vidění; a naopak ty, které vidíme v jednom letmém pohledu, by měly mít souměrnost: tak, v jediném letmém pohledu vidíme přední část domu, květinový sad, nebo chrám. V takových věcech je vždy souměrnost, která těší duši tím, že dává najednou porozumět celku.“Charles Louis Montesquieu
Na rozdíl od malebné kompozice, při níž se uplatňuje především různorodost přírody, jsou pravidelné zahrady založeny na geometrickém souladu opakování, pravidelném ornamentu a jednoduchém tvaru. Výraznými prvky jsou především jasná barevnost, zřejmá pravidelnost a prvoplánovost geometrických tvarů. Ukázněné velké plochy přísně upravené zeleně a nekomplikovanost celkového výrazu kompozice vytvářejí harmonický dojem souladu, řádu. Oko diváka vnímá snadno rozeznatelný barevný a tvarový soulad a čitelné členění rozliší jako krásu. 

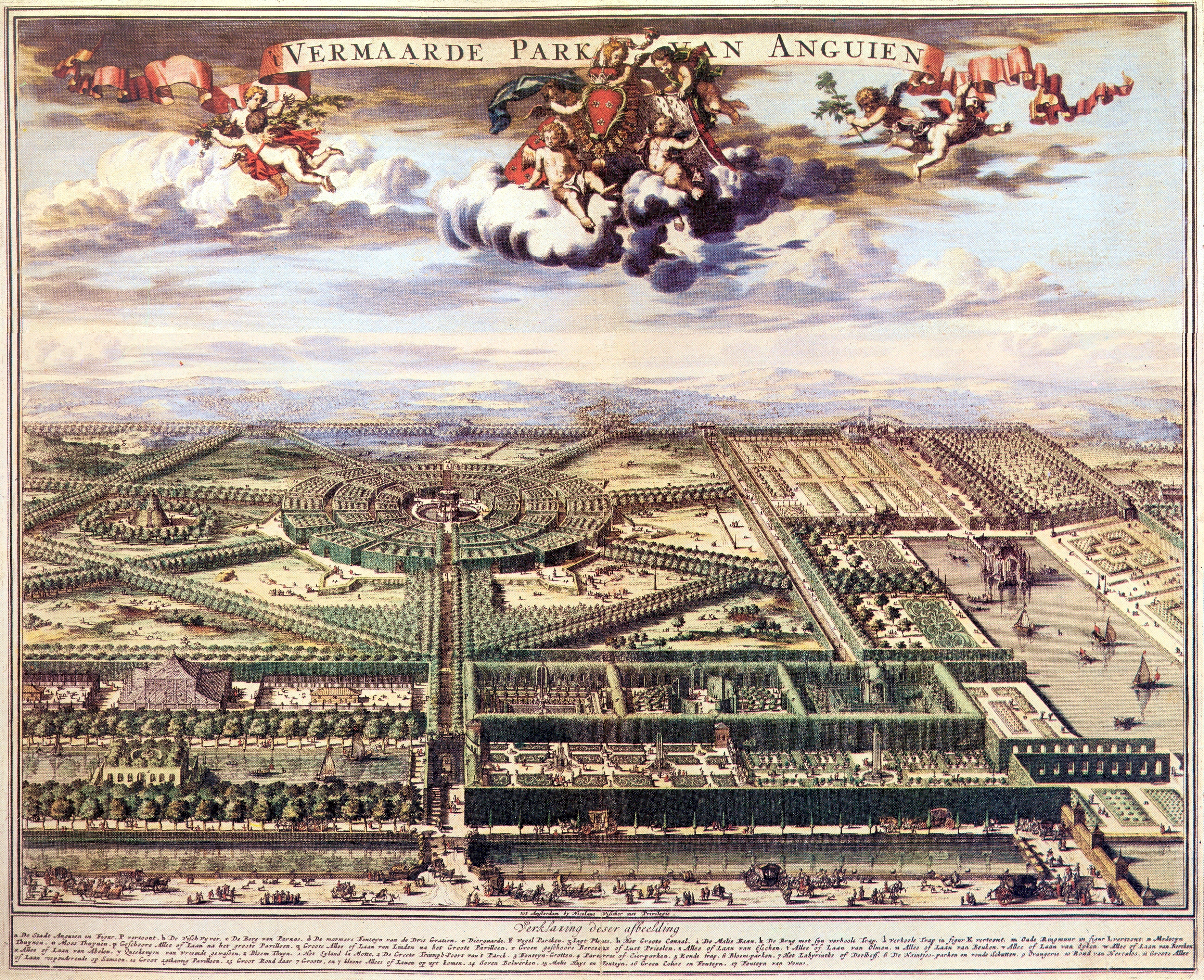
Park v Angien v Belgii.

Dekorativní úprava zahrad se proto provádí obyčejně na plochách, které lze přehlédnout jediným pohledem, nenutí oko pozorovatele, aby proniklo obraz do hloubky, nýbrž spíše aby těkalo po jeho povrchu a vnímalo celek, nikoliv jednotlivosti. Dekorativní řešení zahrad je zvláště vhodné v rovinném jednotvárném terénu, nebo na pravidelně odstupňovaném terénu. 
Podle J.C. Loudona byly ve Francii hlavními prvky pravidelných zahrad sochy a fontány, v Nizozemsku stříhané keře a svahy, v Itálii terasy, schodiště a zdi.  Ačkoliv to odpovídá hlavním rysům úprav v jednotlivých zemích , faktem je, že v pravidelných zahradách všech Evropských zemí se tyto prvky objevují, a to i společně.

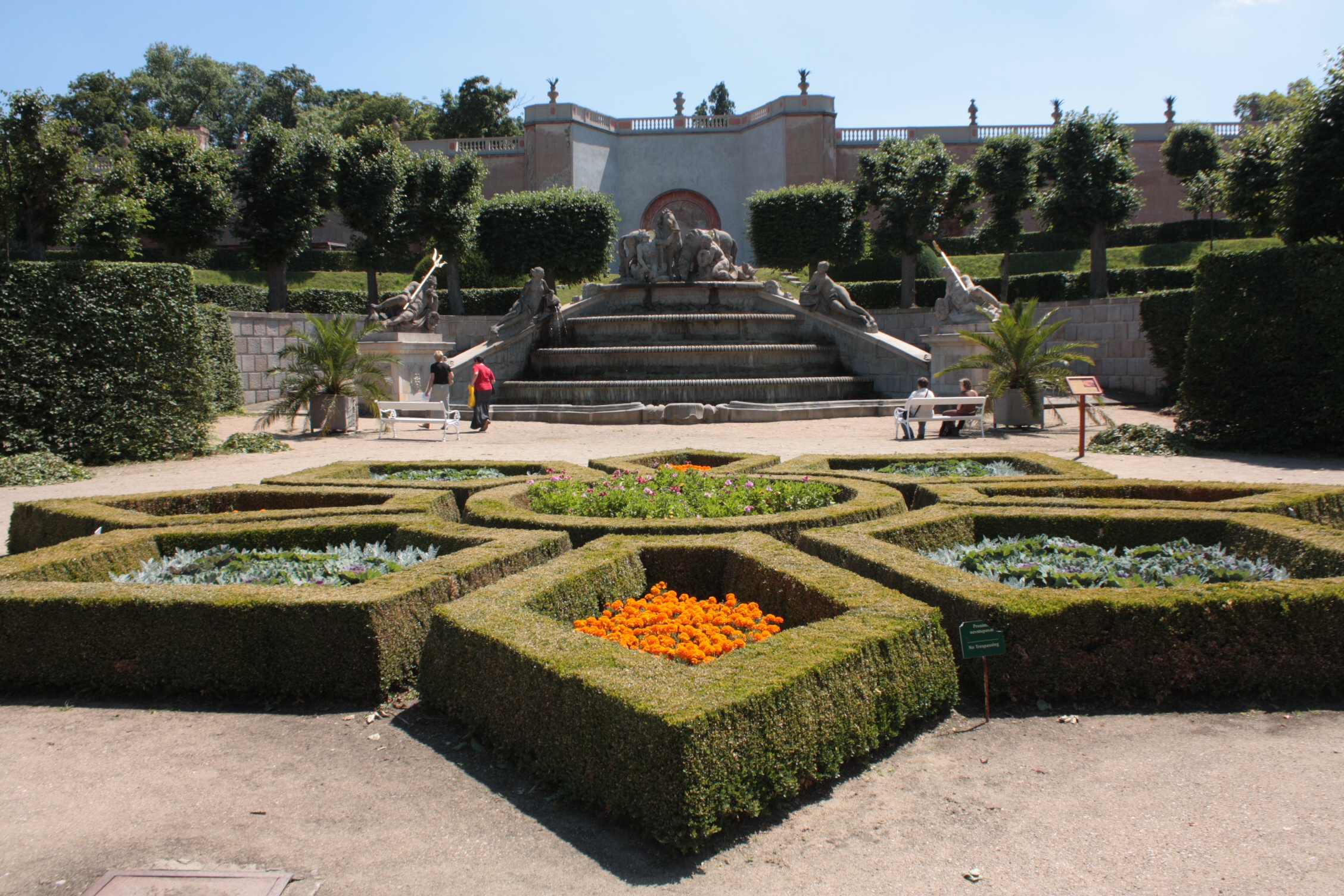
Zámecká zahrada, Dobříš.

Jako příklad vhodného použití pravidelné úpravy uvádí Repton návrh úpravy v Lathom:
Když je celek určen pouze pro jediný letmý pohled, je pro oko snazší, pokud jsou všechny části svými vzájemnými protějšky bylo by nepopíratelně úkolem umělce se značným úsilím potlačit přírodu…  …Z tohoto důvodu vyvstala plochá terasa, náměstí a osmiúhelníkový bazén, a všechny ty geometrické útvary, které měly za cíl kontrastovat a nikoliv ladit s jakýmikoliv scénami v přírodě. Uvnitř této malé ohrady byla jednota vzhledu striktně zachována, a bylo učiněno málo pokusů, aby se rozšířila přes zeď zahrady.

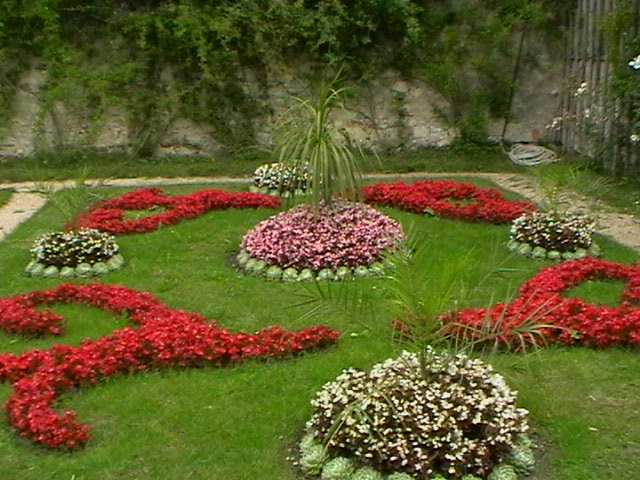
Pravidelně utvářené ornamenty.

Mezi historické zahrady které mají rysy pravidelných zahrad patří:
- egyptská zahrada
- perská zahrada
- římská zahrada
- italská zahrada
- středověká zahrada
- francouzská zahrada zahrady a parky v pravidelném stylu francouzských barokních zahrad
- maurská zahrada pravidelné zahrady v západní Evropě navazující na perské vlivy
- holandská zahrada - menší pravidelná zahrada s živými ploty, specifická podlouhlými vodními plochami - kanály, se stojatou vodou. Velmi podobná francouzské barokní zahradě.
- venkovská zahrada může, nemusí být pravidelná zahrada

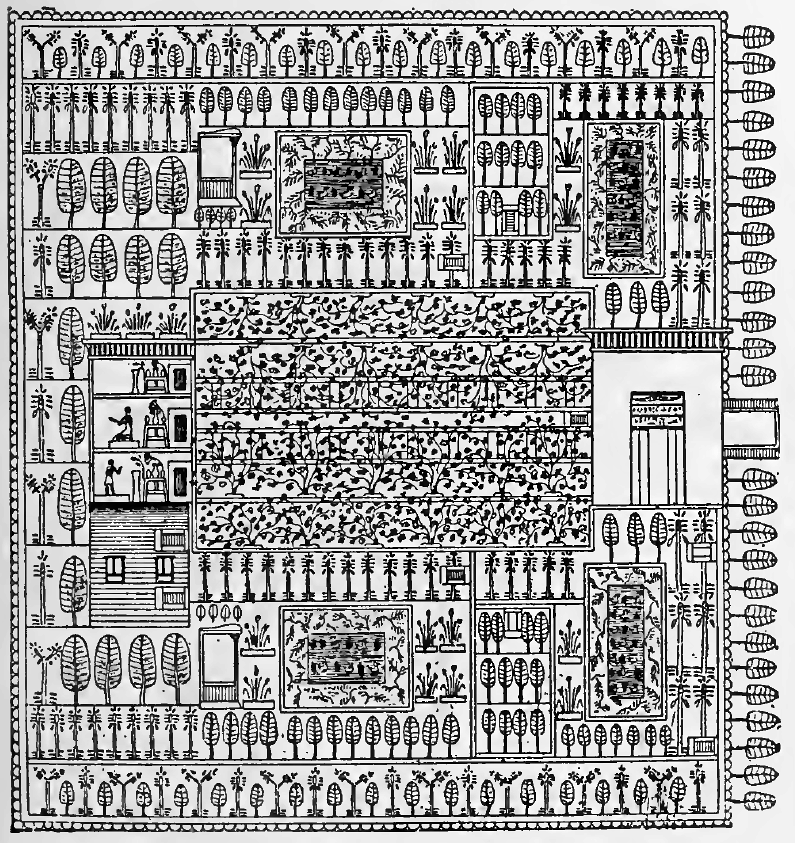
Egyptská zahrada, malba.
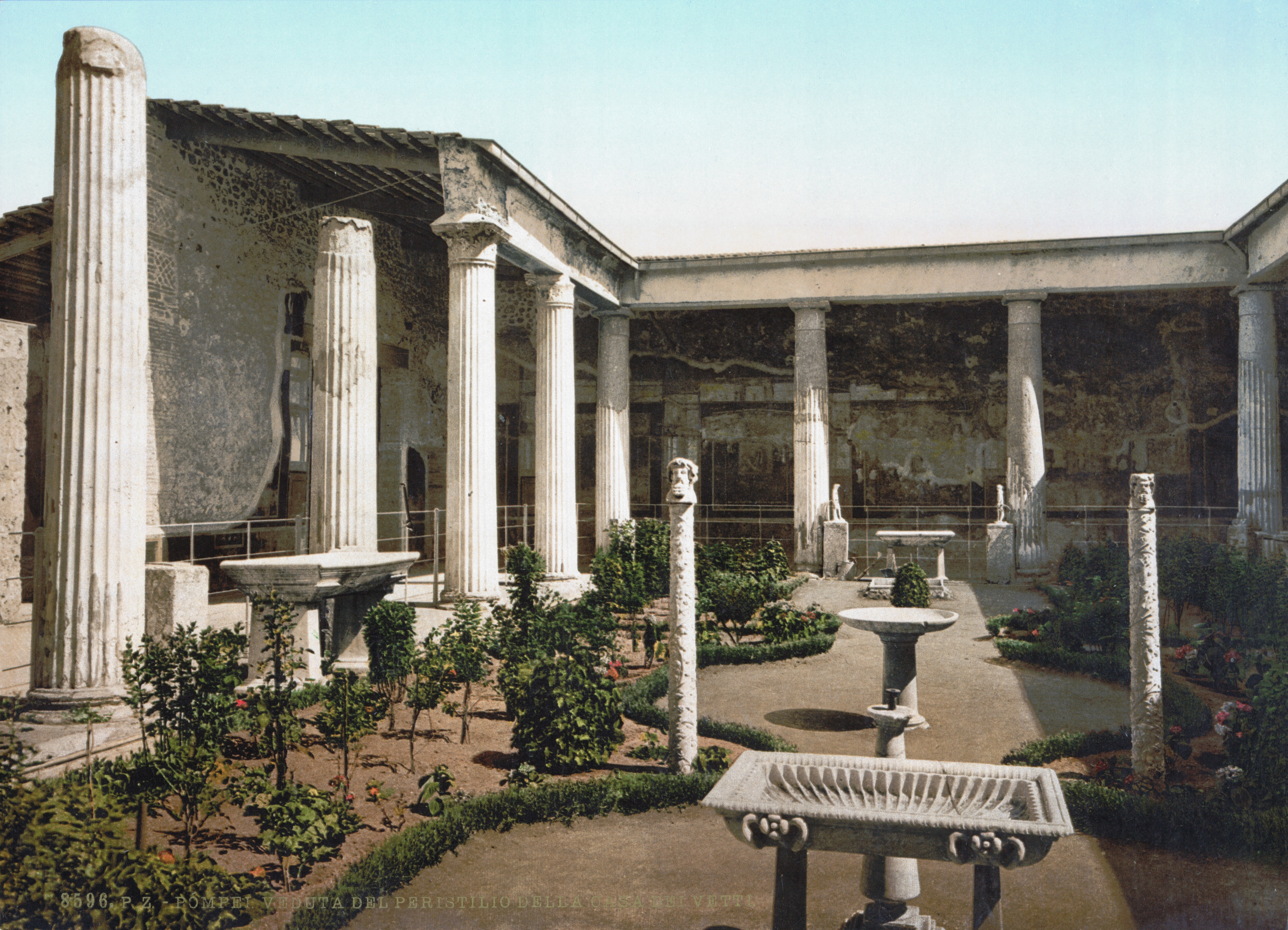
Rekonstrukce římské zahrady v Pompejích.
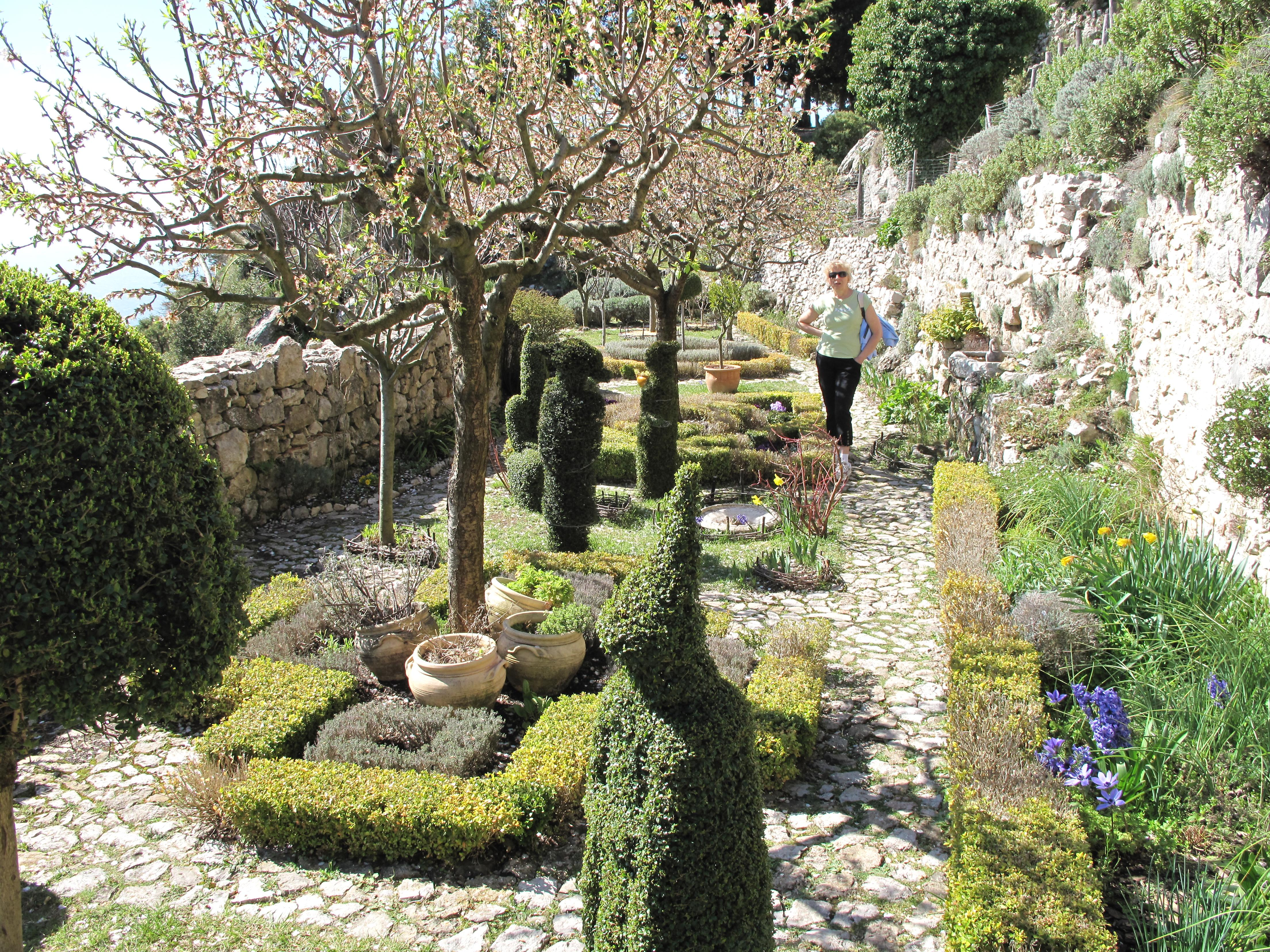
Středověká klášterní zahrada u hradu Sainte-Agnès (Alpes-Maritimes).
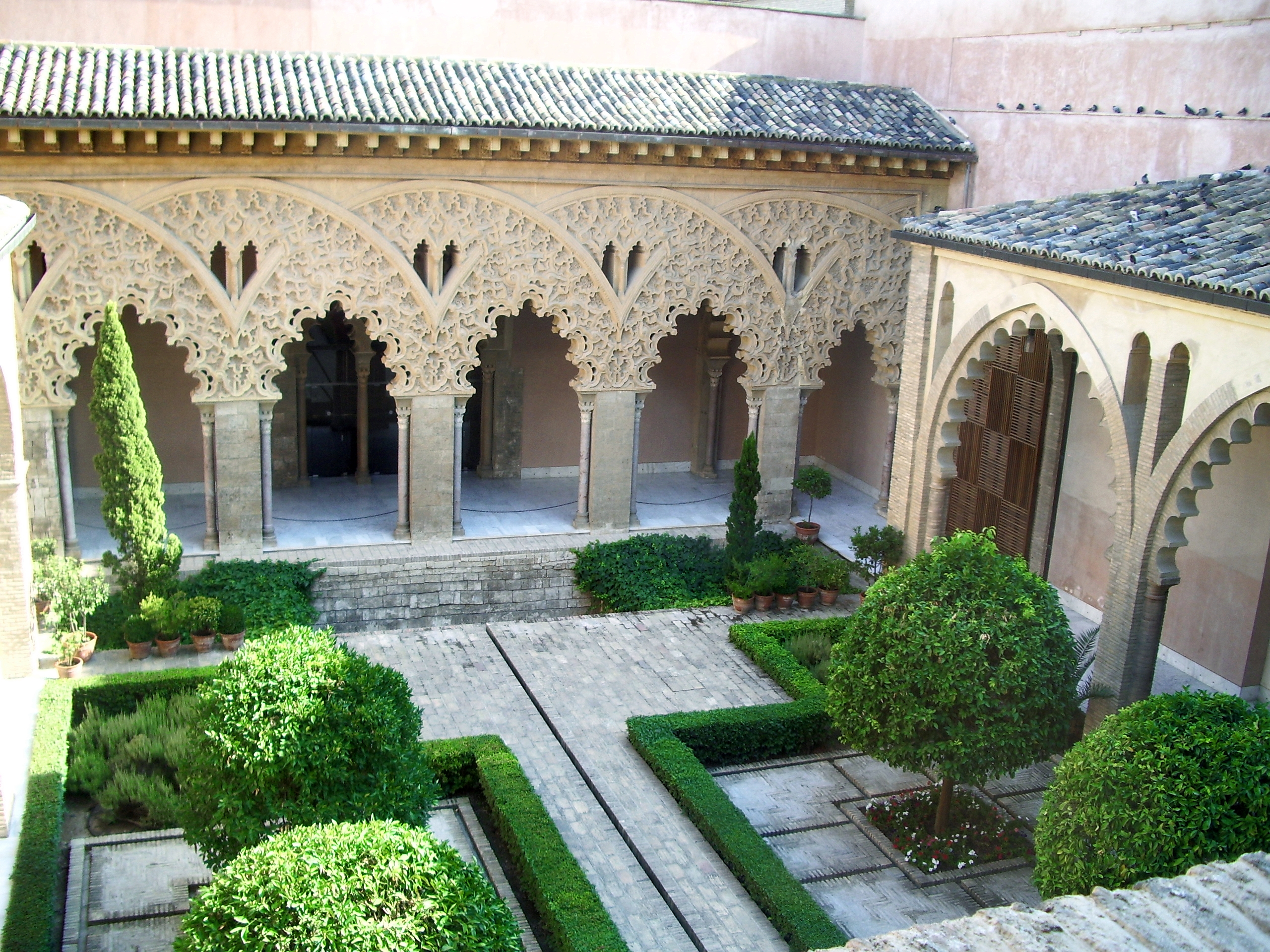
Patium v maurské Alhambře.
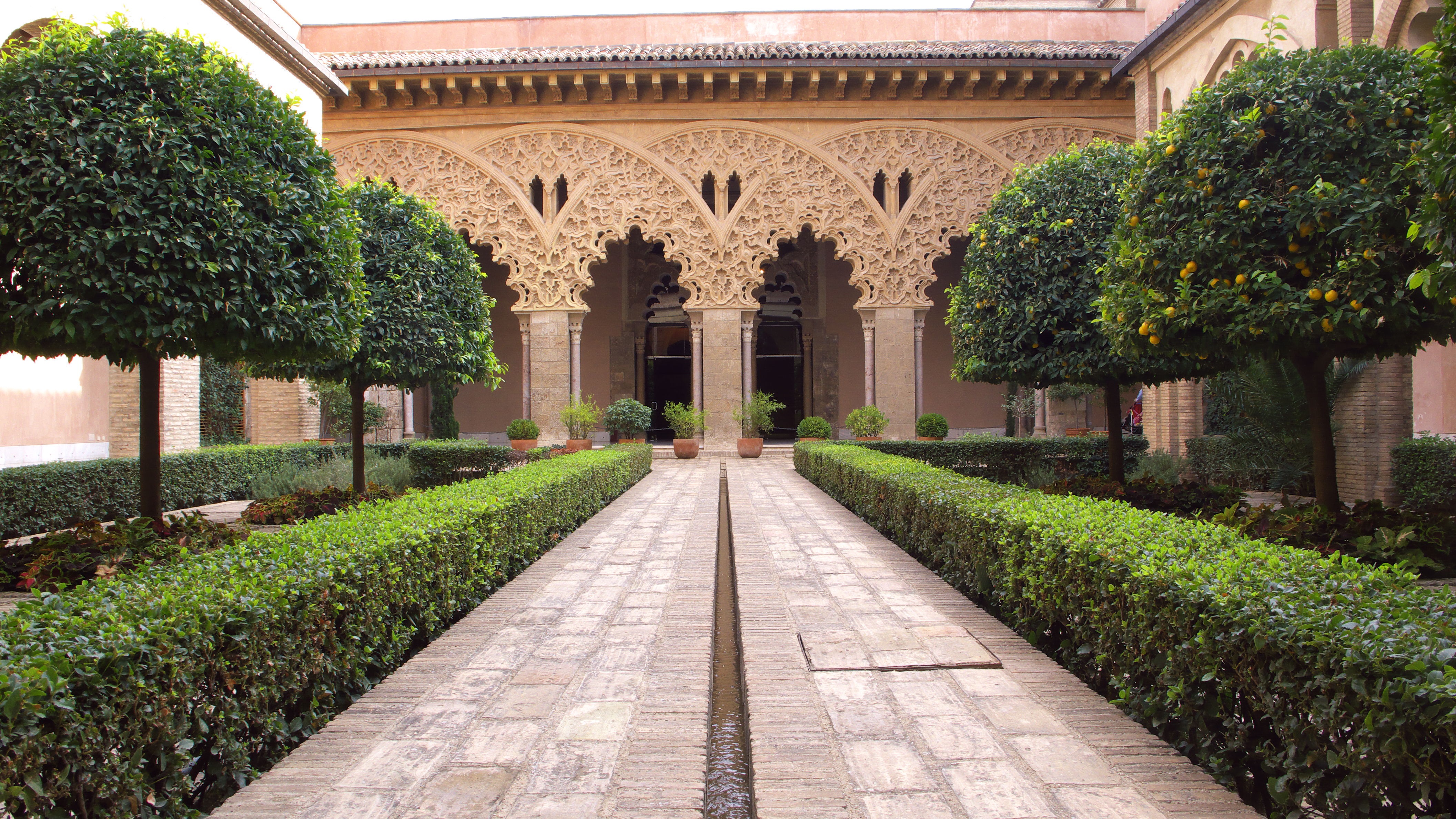
Zahrada v palacio de Abu Chafar
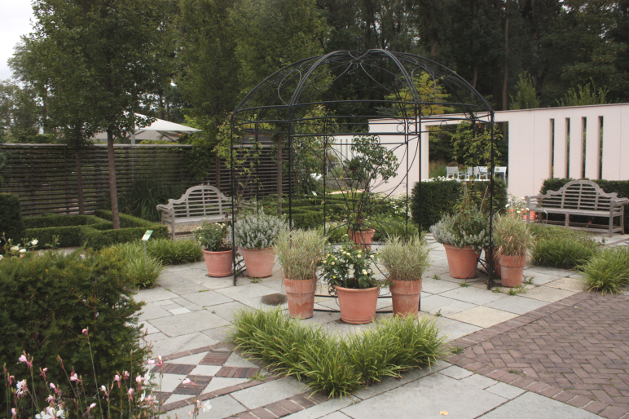
Moderní zahrada v Tullnu
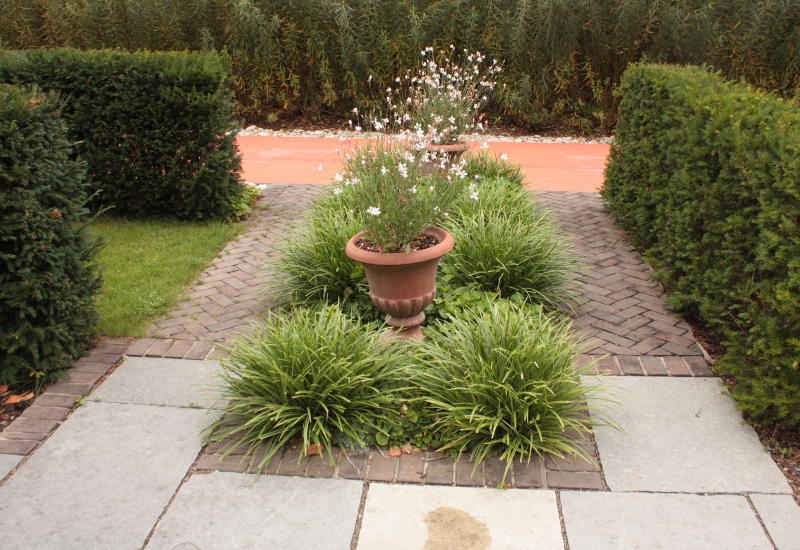
Moderní zahrada v Tullnu
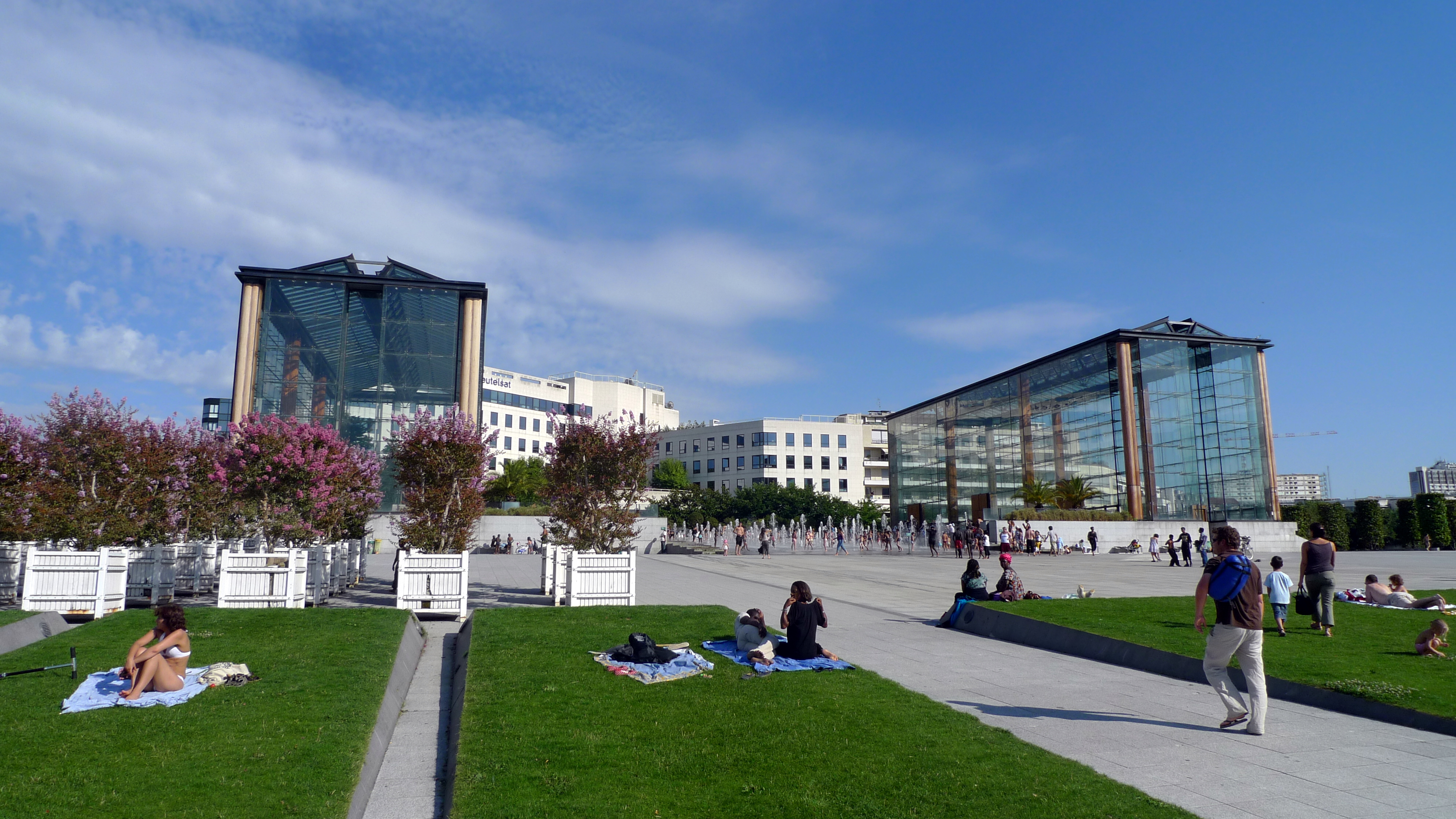
Park Jardin André Citroën
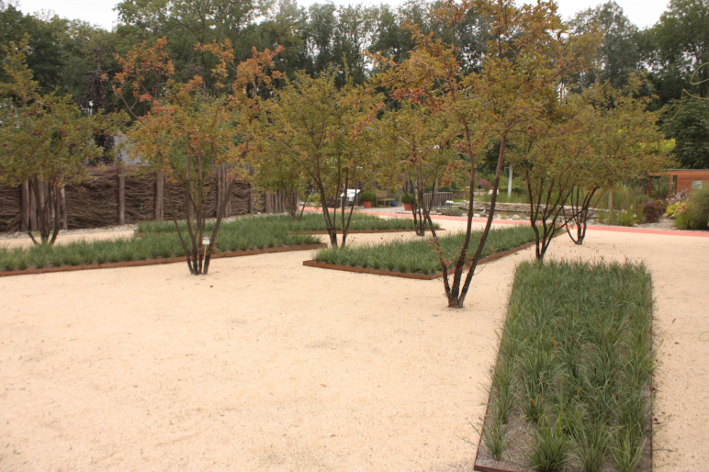
Pravidelné úpravy, Tulln
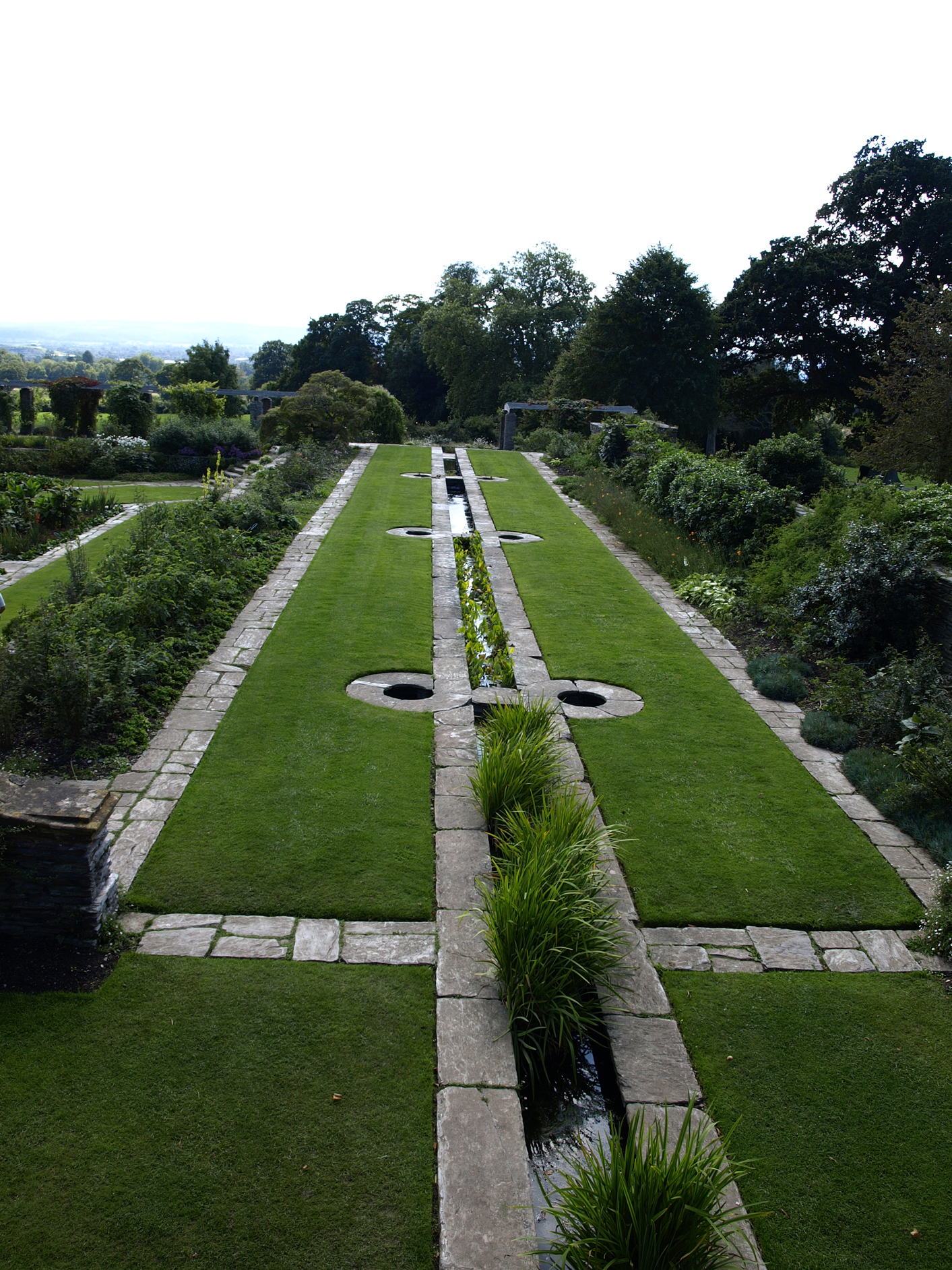
Zahrada v Hestercombe upravená podle G. Jekyll

### Moderní
Na počátku 20. století v Evropě vznikají především úpravy, které dekoracemi reagují na abstraktní styl ve výtvarném umění. Na zahradě byly používány k snadné údržbě stroje a úprava zahrady odpovídala potřebě používání strojů (sekaček, závlahy). Používané linie byly architektonické nebo geometricky zakřivené.  Propagovanými barvami byly především bílá a černá a kombinace s vysokým kontrastem, mottem úprav bývá heslo - „V jednoduchosti je krása“.

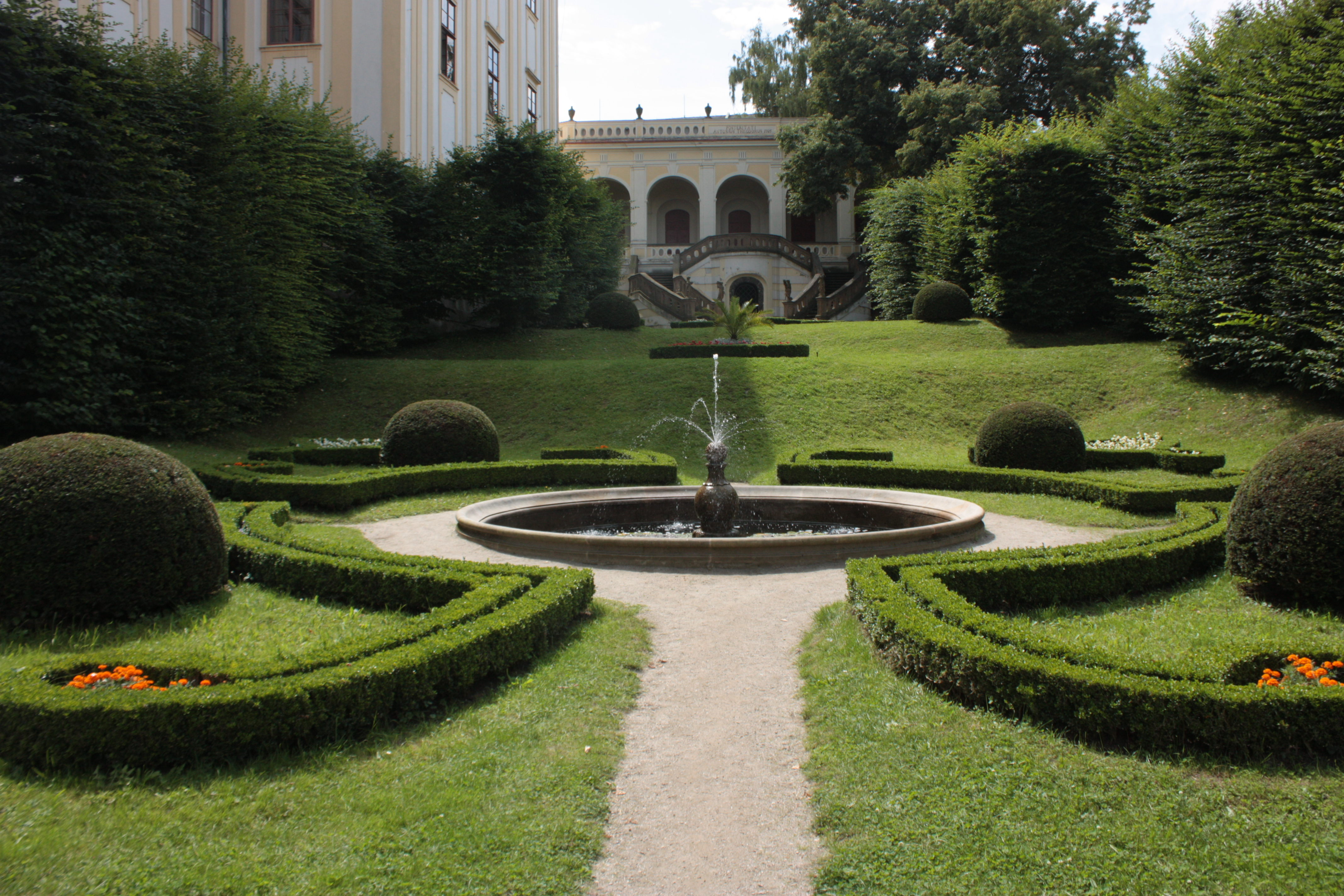
Podzámecká zahrada

Velmi jednoduchými a jasně členěnými, geometrickými  a přehlednými, „holými“ zahradami, oslovuje zákazníky i Mien Ruys. U výsadeb je zjevná snaha úpravou omezit nároky na údržbu. Ačkoliv u některých výsadeb používá trvalky v zajímavých kompozicích, právě jednoduché geometrické úpravy Mien Ruys, málo druhové pestré, jsou vnímány v souvislosti s moderní architekturou jako velký přínos. 
Dan Kiley v USA upravuje zeleň v okolí pomníků jednoduchými výsadbami a geometrickou architekturou, je považován za významného modernistického zahradního architekta. Ve Francii je v poslední dekádě 20. století otevřen veřejný park Parc André Citroën navržený Gillesem Clémentem a Allainem Provostem.
Celosvětově významnou firmou počátku 21. století je nizozemská společnost West8. Ačkoliv firma provádí i úpravy bez pravidelných a geometrických prvků, typický rukopis nese Sphinx garden nebo Interpolis garden. Firma prohlašuje, že přistupuje k úpravám zahrad tradičně typickými nizozemskými způsoby, inženýrským zpracováním a vytvářením identity. Přistupuje k řešení na základě užitečnosti a potřebnosti. Identitu vytváří použitím symbolů při vytváření projektu. Tato metoda, podle těchto slov, předpokládá „novou přirozenost“, touto novou přirozeností jsou zahrady, parky a krajiny které vytváří West8 a které reagují na pragmatické požadavky populace a posilují kulturu, do které patří identita a symboly. Tyto snadné úpravy a přístup k řešení jsou typické pro počátek 21. století. Takové úpravy jsou prováděny i dalšími zahradními architekty po celém světě. Geometrické úpravy v zahradách jsou „přirozeností“.

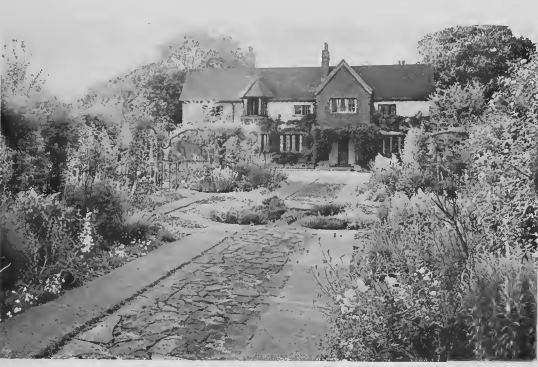
Linie cesty spojující „divokou zahradu“ do kompozice.

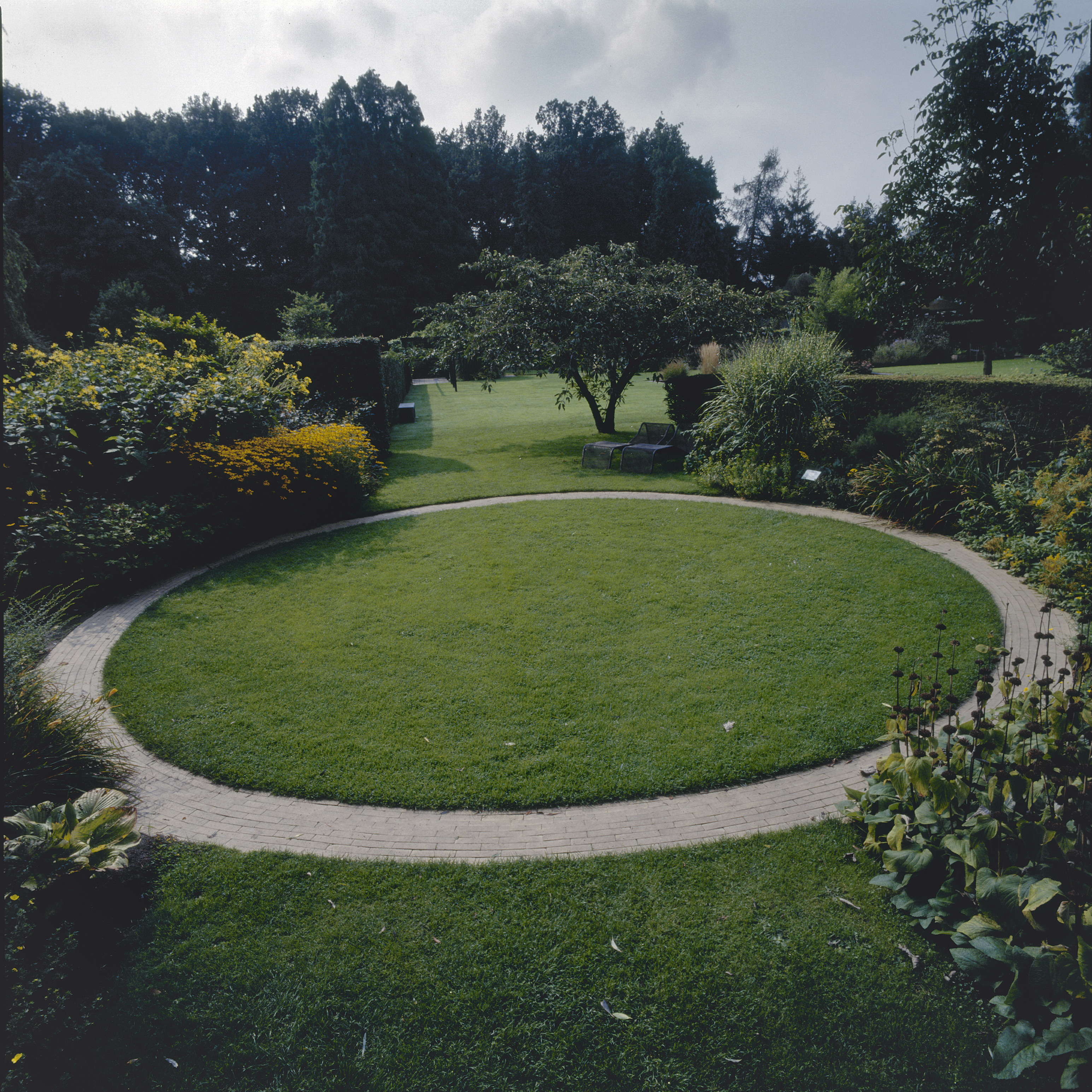
Zahrada Mien Ruys, cesta spojuje „divokou zahradu“ do kompozice.

## Spory o pravidelné a nepravidelné zahrady
Dlouhá léta, prakticky až do druhé světové války, trvaly spory a půtky mezi zastánci pravidelných a nepravidelných zahrad o správnost či krásu. Mezi zastánci obou stran ve sporu padaly logické, estetické i citové argumenty. 
Nepravidelná zahrada napodobuje obvykle přírodu, nikoliv však její syrovou podobu, ale upravenou tak, aby lahodila oku a vycházela vstříc potřebám. Vytváříme kompozici, dílo, které je přírodě blízké, podobné, ale v přírodě by zřejmě nikdy nevzniklo.
O použití pravidelných nebo nepravidelných úprav by měla rozhodnout vhodnost a smysluplnost kompozice vzhledem k okolí a možnosti údržby, stejně jako osobní vkus a filosofické ideály. Umělci osmnáctého století, kteří se pokoušeli chápat pravidla přírody, popisují přírodu jako symetrickou a pravidelnou v drobných jednotlivostech, takových, které jsou nejmenšími díly přírody. A dodávají ale, že je příroda ovšem také zcela nepravidelná, nepravidelná ve velkém celku, v těle člověka a přírody, která je jednotlivými drobnostmi tvořena. To podávali jako argument, který měl nejen motivovat ale také naznačit vhodnost použití obou forem.
Krátké a jasné doporučení vyplývající z mnohaleté polemiky je následující: Protože je zahradní úprava spíše velkým celkem z pohledu přírody, má být spíše nepravidelná, tak, jak by tomu příroda chtěla. Tam, kde je dílo přírody zcela součástí stavby, drobným doplňkem nesloužícím k ničemu, než ke krátkému pohledu, má být ale použita spíše symetrie a pravidelnost, mající zde dobré opodstatnění a souvislost.

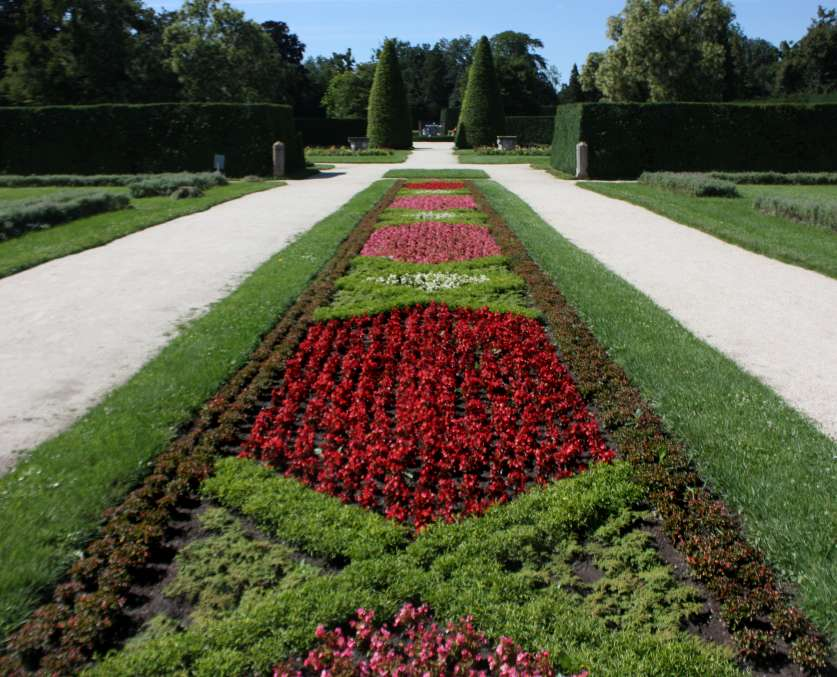
Záhon letniček v parku u zámku Lednice

## Popis úpravy
Kompozice pravidelné zahrady je popisována jako dekorativní kompozice. Pojetím se liší od malebné kompozice. Dekorativní pojetí úpravy je založeno na geometrickém souladu opakování a pravidelném ornamentu. Výraznými prvky jsou především jasná barevnost, zřejmá pravidelnost a prvoplánovost geometrických tvarů. Ukázněné velké plochy přísně upravené zeleně a nekomplikovanost celkového výrazu kompozice vytvářejí harmonický dojem souladu, řádu. Oko diváka barevný a tvarový soulad a čitelné členění vnímá jako krásu.
Při dekorativní kompozici rovnováha záleží v pravidelném geometrickém uspořádání zřetelných, často horizontálních a vertikálních linií a mnohonásobných rovin souměrnosti svírajících mezi sebou ostré úhly, opakujících se motivů. Často lze rozlišit hlavní osu, kterou je hlavní cesta. Aby dekorativní kompozice uspokojila estetické cítění a touhu po rozmanitosti, je použito střídání, rytmus prvků ,pravidelně bývají součástí kompozice aleje. Často je používáno nápadných barev ve výrazně kontrastních skladbách a výrazných prvků v pravidelných rozestupech, nebo umístěných násobně podél osy souměrnosti.
Dekorativní pojetí bylo vyvoláno snahou po souladu a za jeho vrchol je považována francouzská zahrada se svými přímými alejemi a tvarovanými stromy. Takové zahrady tvoří vlastně přechod mezi geometrickou architekturou staveb a přírodou. Doplňují výzdobu budovy tím, že s ní tvoří harmonický celek. Symetrická kompozice zeleně navazuje na symetrii stavebních prvků. Dekorativní úprava zahrad se provádí obyčejně na takových plochách, které nelze přehlédnout jediným pohledem, takže nenutí oko pozorovatele, aby proniklo obraz do hloubky, nýbrž spíše aby těkalo po jeho povrchu. Dekorativní řešení zahrad je zvláště vhodné v rovinném jednotvárném terénu, nebo na pravidelně odstupňovaném terénu (italský park).
Podobně jako H. Repton i B. Kavka uvádí, že z estetického stanoviska není dekorativní uspořádání horší než malebné uspořádání, avšak upozorňuje, že ve větších rozlohách působí tento stav sice grandiózně, ale malebnost pohledu je potlačena. V moderní době má dekorativní řešení hlavní význam při zakládání zahrad v blízkém sousedství budov, a je vhodnější i pro menší zahrady než vnášení přírodního stylu za každou cenu. Nutným předpokladem ovšem je, aby na menších plochách bylo řešení zjednodušeno.
Doporučil jsem tu „nejdokonalejší souměrnost v malých květinových zahradách, které obecně jsou umístěny v přední části skleníku, nebo v oranžerii, v nějakých vnitřních částech pozemku, kde jsou vyděleny z hlavní scenérie, a stávají se druhem epizody k významným a více viditelným částem místa. V takových velmi malých omezených celcích by se nepravidelnost jevila strojeně. Souměrnost je také přístupná, a vskutku nezbytná, nedaleko přední části pravidelné budovy.… …Jistý stupeň souměrnosti by neměl pokračovat dál, než na malou vzdálenost od domu, a měl by být omezen na takové objekty, které jsou nepopiratelně uměleckými díla používaná člověkem, jako je cesta, chodník, nebo ozdobný plot, ať dřevěný nebo železný. Ale není nezbytné, že by symetrie měla pokračovat výsadbami, kanály, anebo upravovat přirozený profil země.“

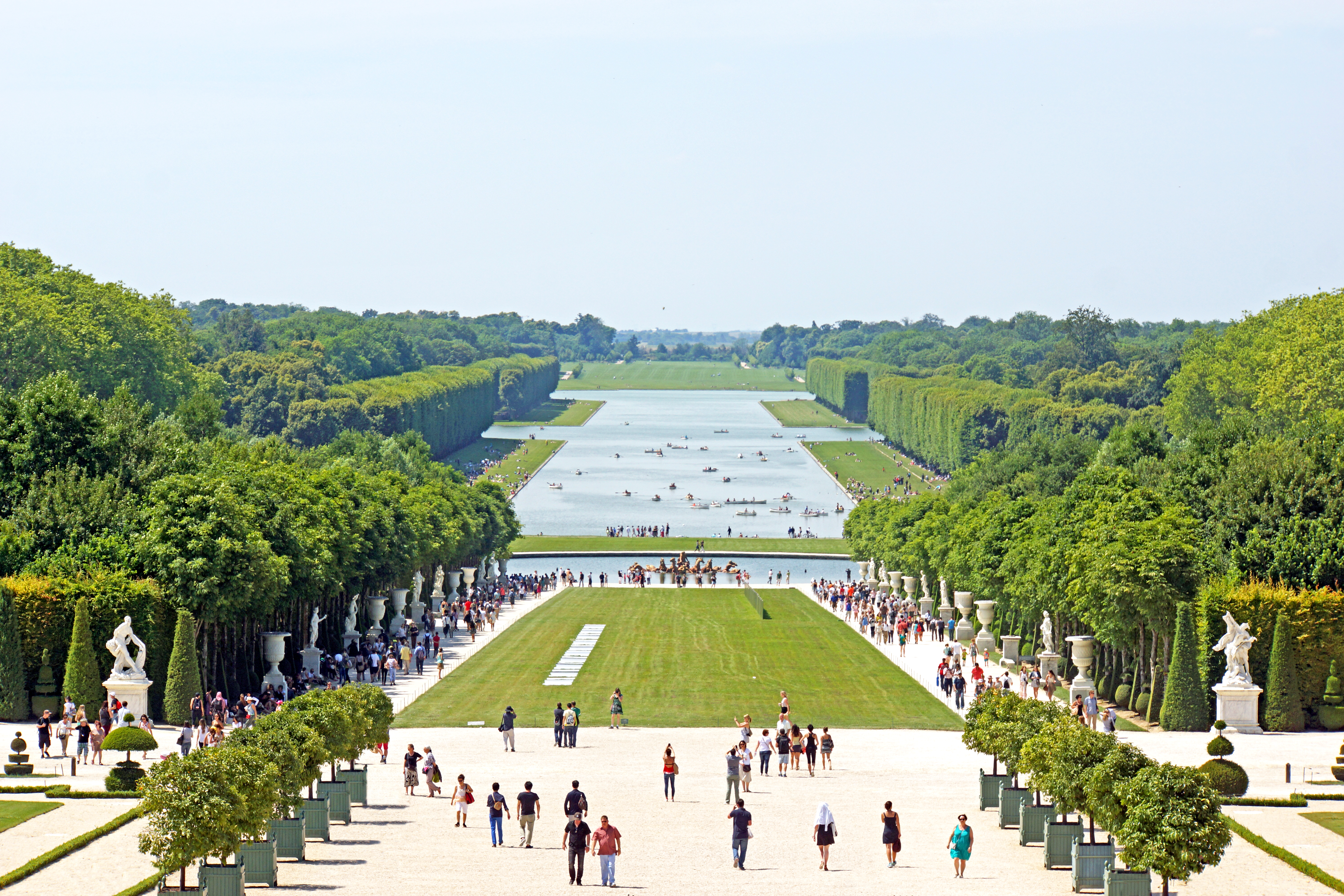
Zahrady ve Versailles

Pravidelné zahrady je poměrně jednoduché naplánovat na základě pravidelného obrazce, nebo opakování pravidelných obrazců. Velké obrazce mohou být ve středu pravidelné kompozice a cesta vedena po jejich okrajích. Velké nepravidelné ozdobné objekty je při dodržení přísné pravidelnosti vhodné umístit spíše na střed kompozice , nebo na osu symetrie. Pokud vzorek tvoří více částí je vhodné pokud jsou (avšak úměrně jednoduché přehlednosti) použity různě vysoké rostliny a vzor dostane i dimenzi plasticity. Jednoduše navržené pravidelné zahrady a vzory mohou být ve výsledku více efektní než ty složité. Základ krásy zde tkví v symetrii, pochopitelnosti a přehlednosti.
Pokud existuje obava, která možnost úpravy je správná, je lépe vždy dát přednost jednoduchosti a volnému prostoru, před nepřirozeností a stísněností. Velkou výhodou nepravidelných úprav anglického parku i východních zahradnických stylů je členitý a nerovný terén umožňující různé pohledy a vytvářející přirozené clony. Symetrie a geometrie může pomoci v případě že působení použitých prvků je velmi rozmělněné, kompozice nevýrazná. Geometrický prvek, cesta nebo záhon, může dát úpravě jednotící silný rys.

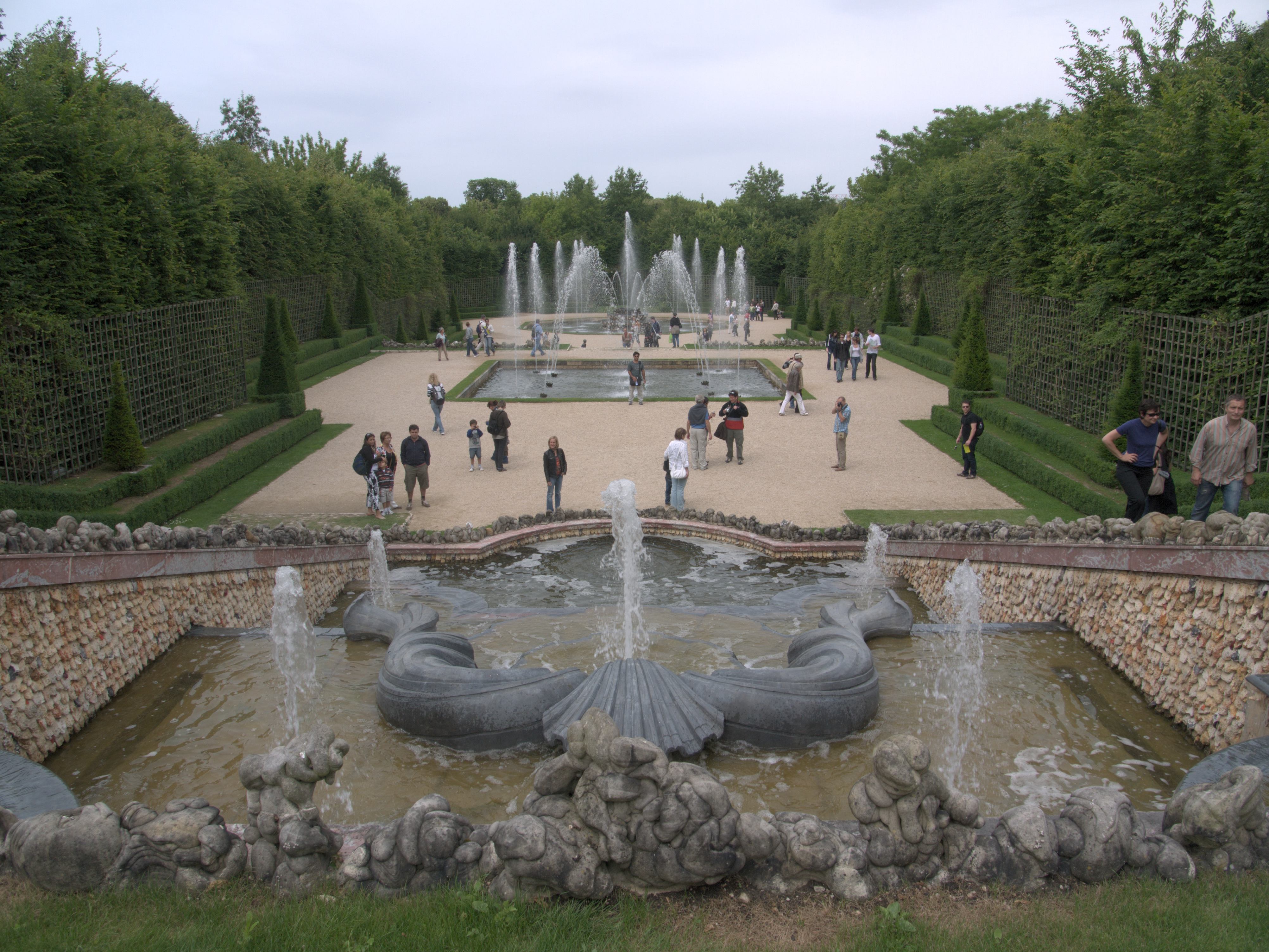
Bosquet des Trois Fontaines, Versailles.

## Prvky pro pravidelné zahrady
- Bosket
- Broderie
- Parter
- Alej
- Topiary
- Terasa
- Přímé, nebo geometricky tvarované chodníky
- Umělecká díla - Sochy a obelisky
- Balustrády
- Kašny, fontány a vodní hříčky
- Kanály a pravidelně tvarované vodní nádrže (bazény)
- Letničkové záhony
- Oranžerie a zimní zahrada
- Altány
- Labyrint
- Pergola

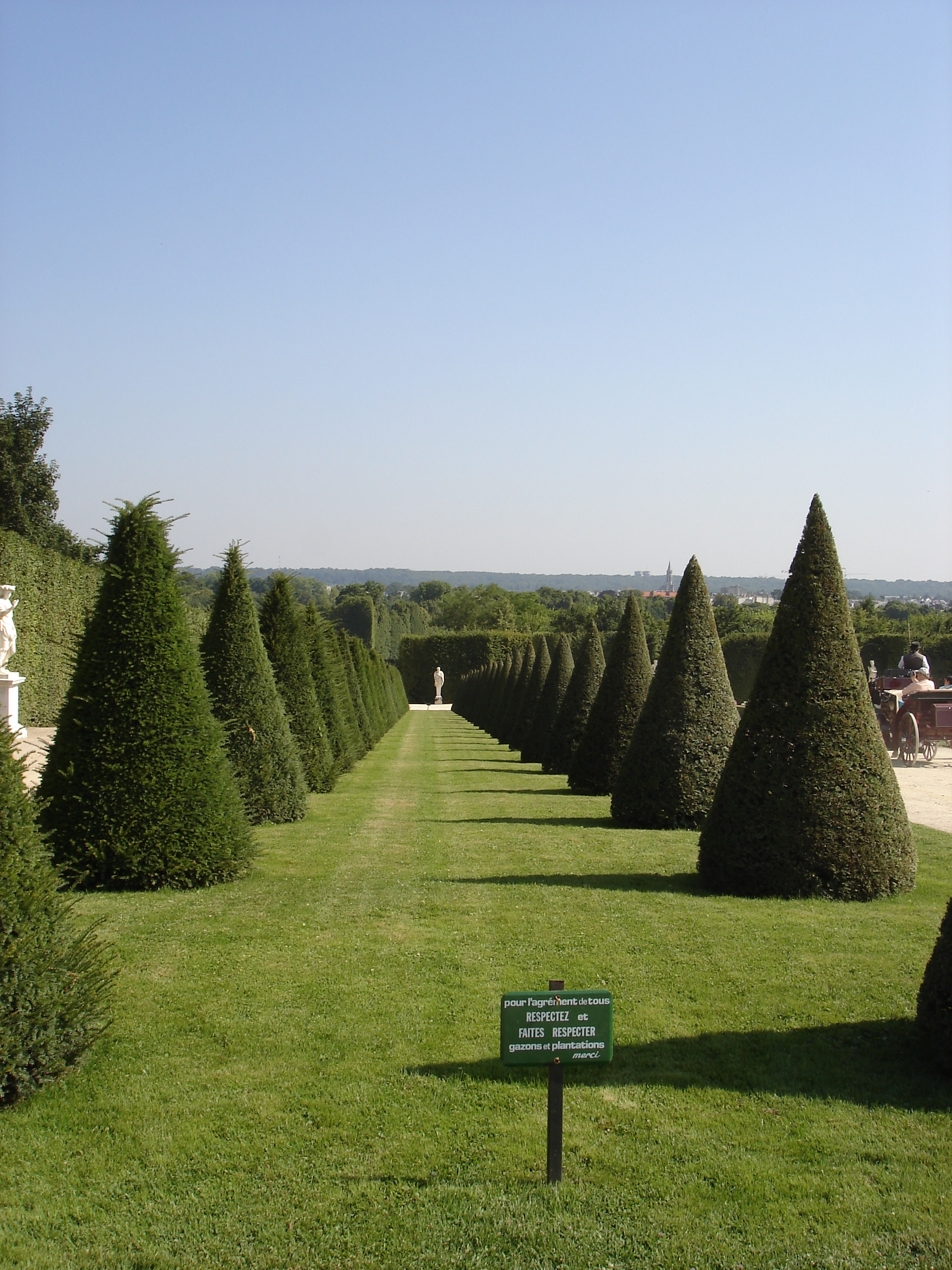
Topiary , Versailes
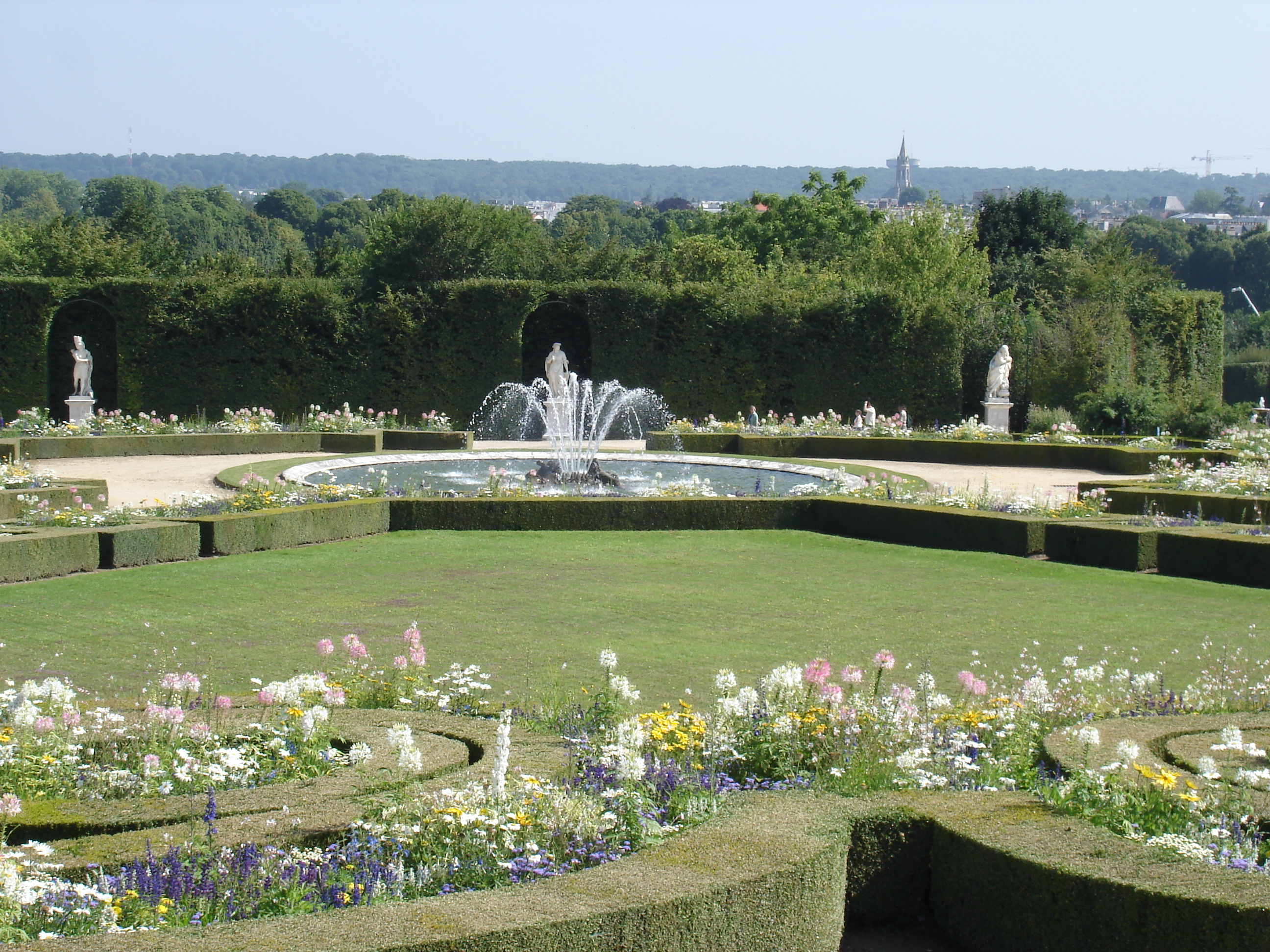
Dokonnale řezané živé ploty, Versailes
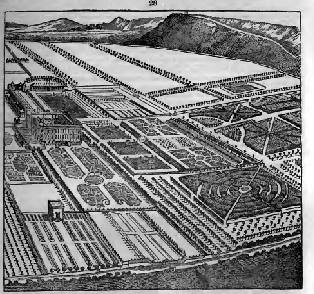
Chatsworth, sídlo hraběte z Devonshire, Velká Británie
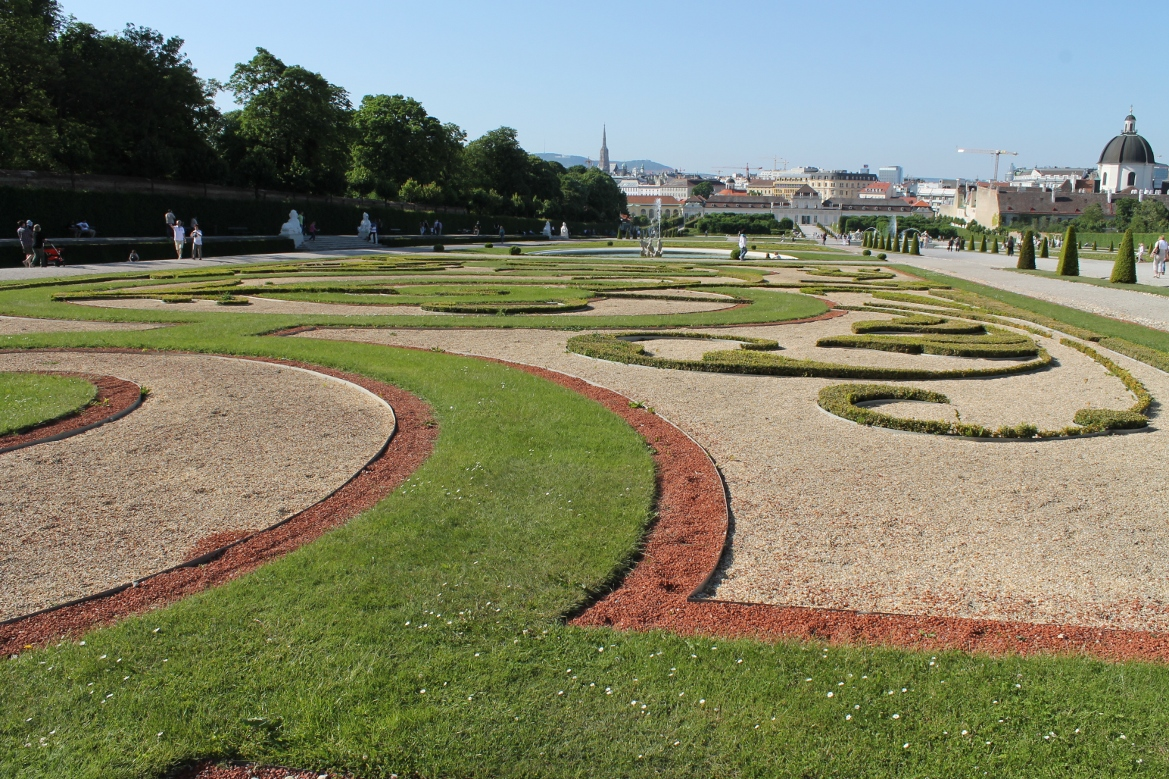
Broderie
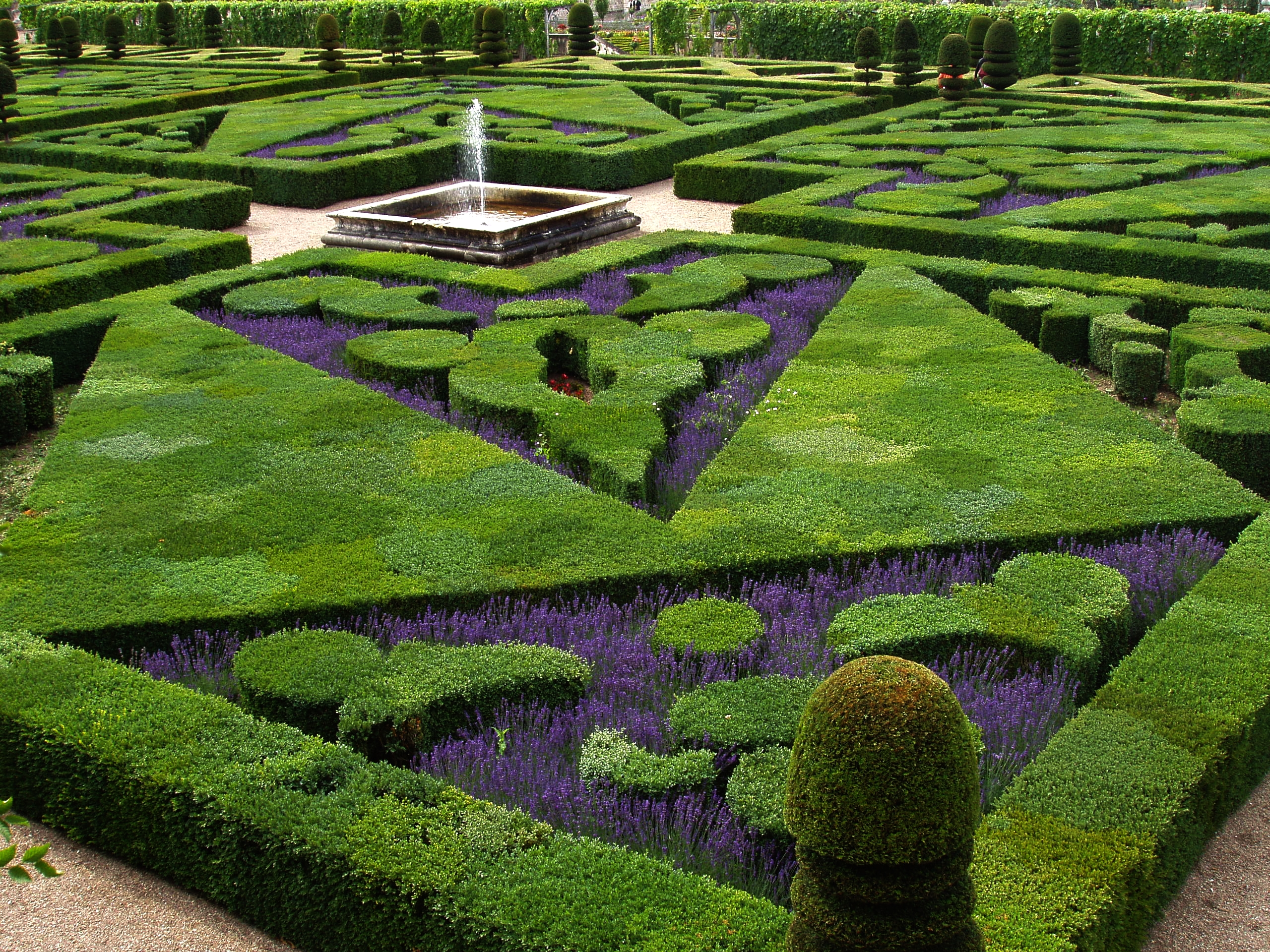
Stříhaný parter v Château de Villandry
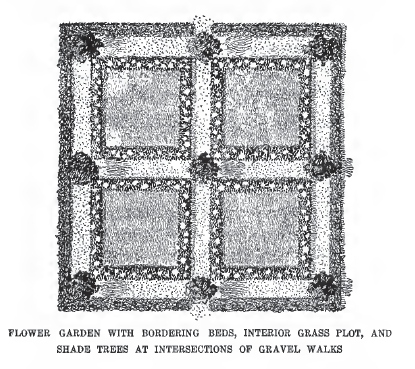
Návrh pravidelné zahrady z počátku 20. století.
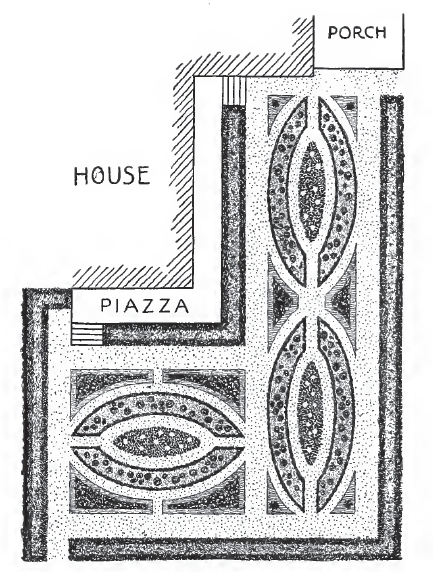
Návrh pravidelné zahrady z počátku 20. století.
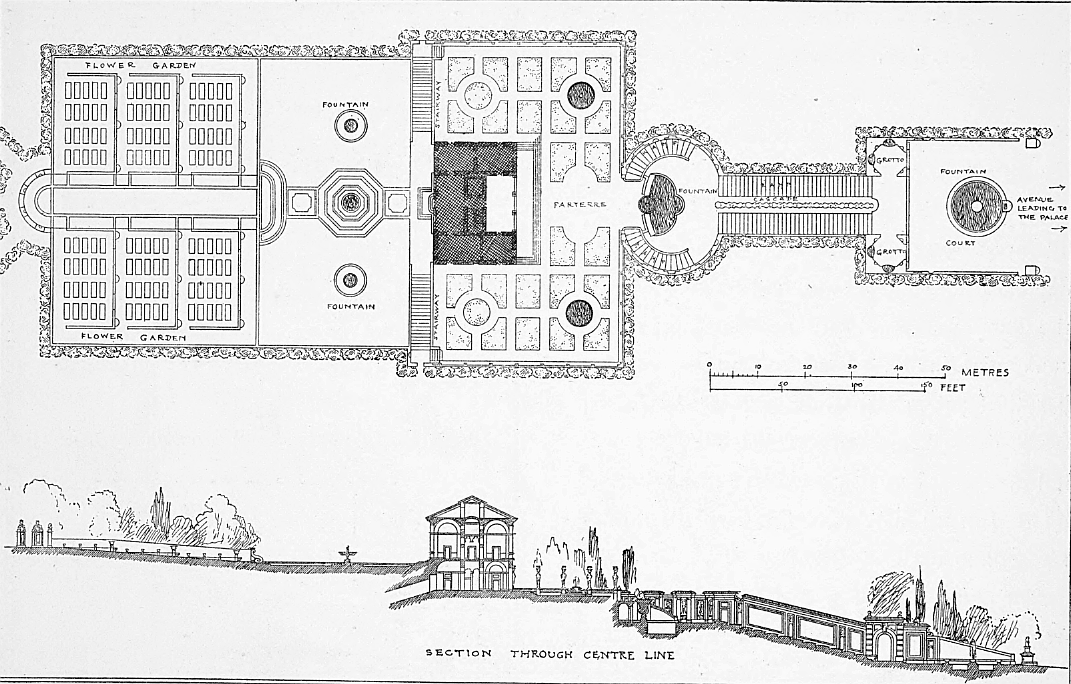
Půdorys a bokorys italské zahrady.
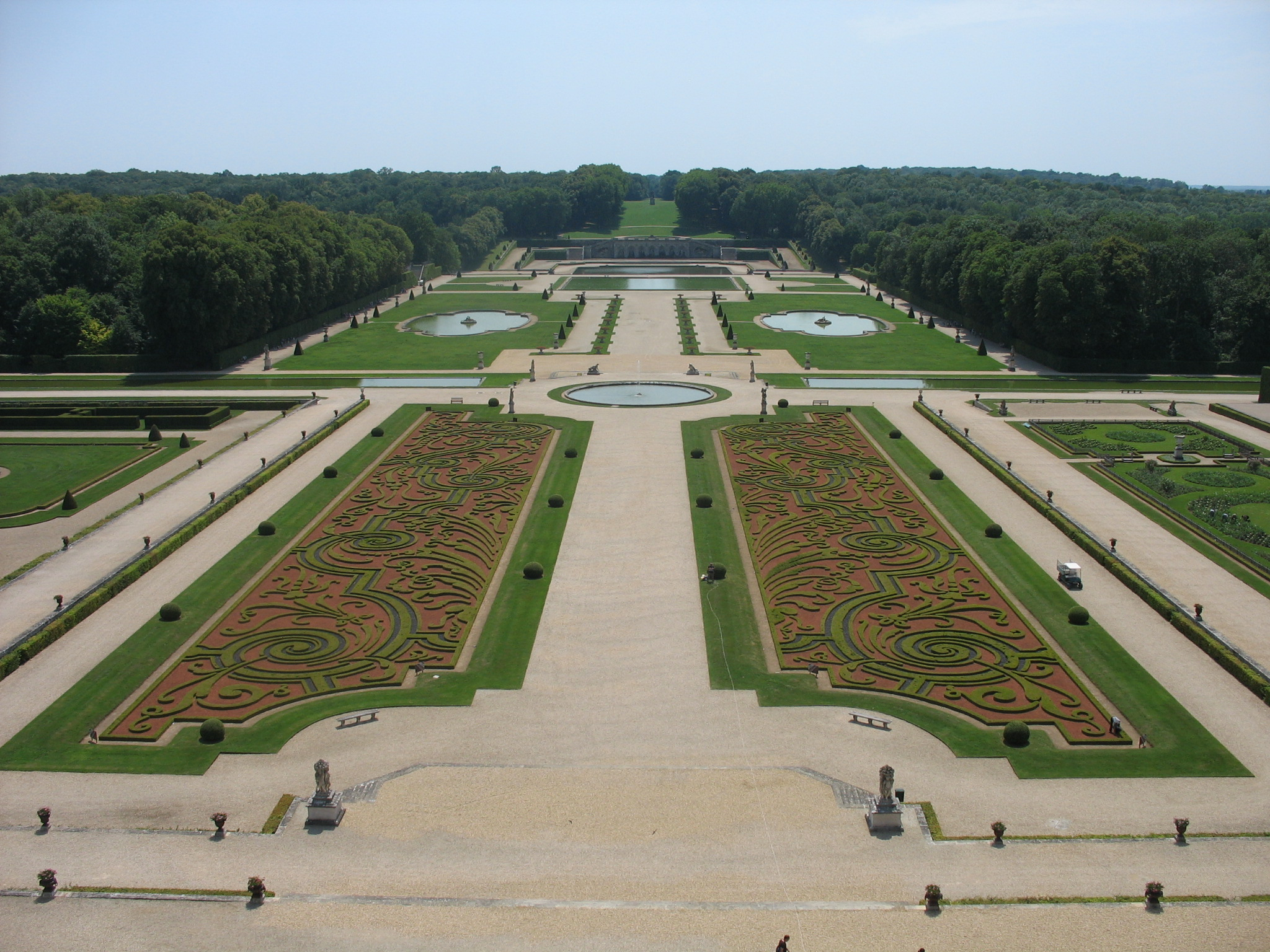
Obdivovaná zahrada Vaux-le-Vicomte
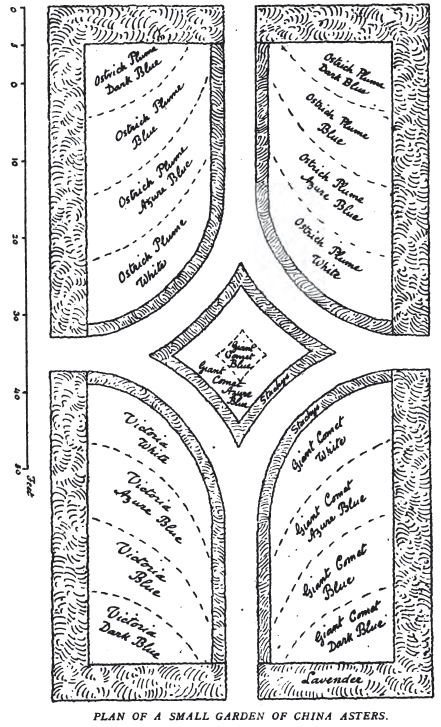
Plán malé zahrady s čínskými astrami od G. Jekyll
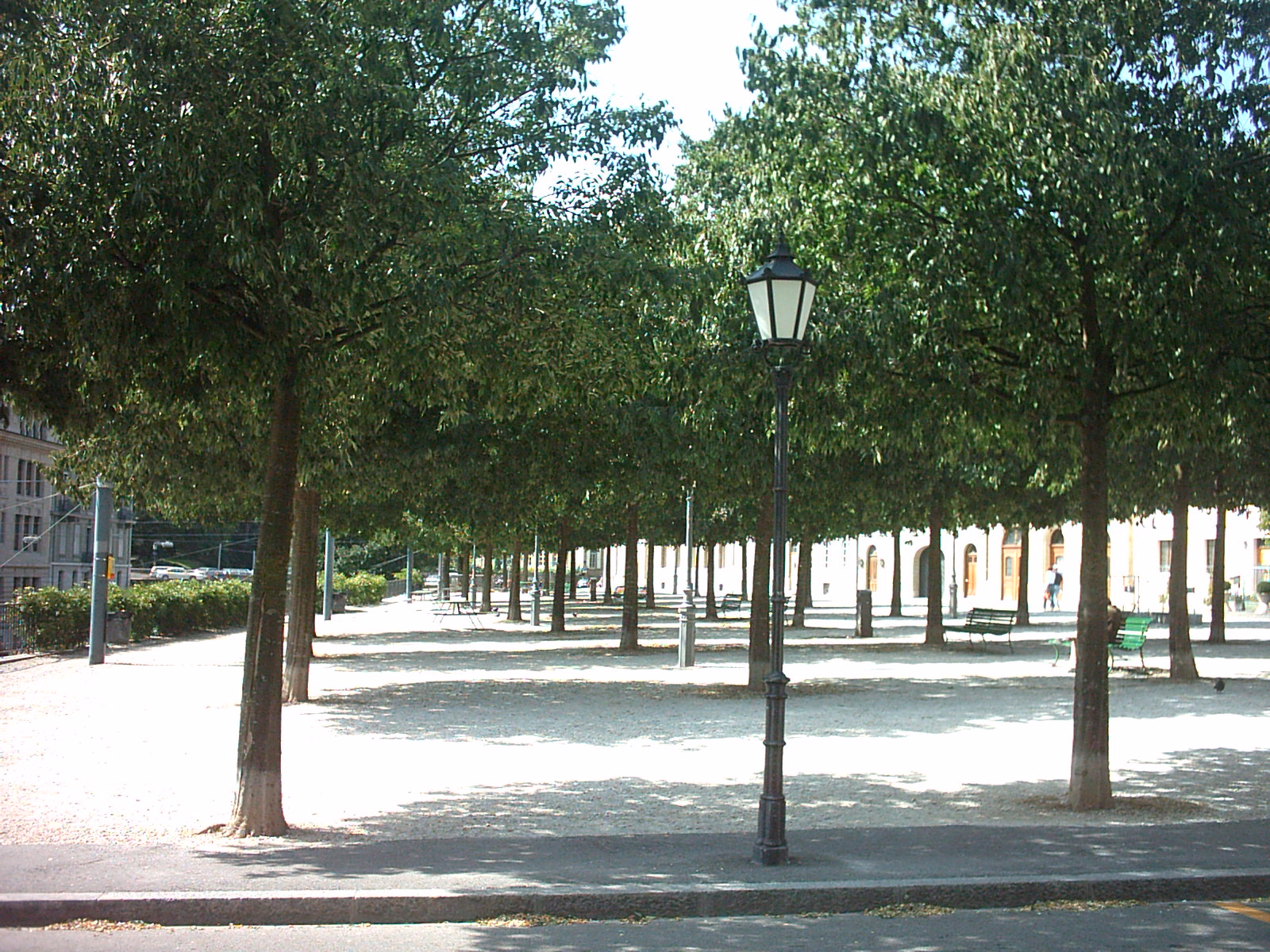
Bosket
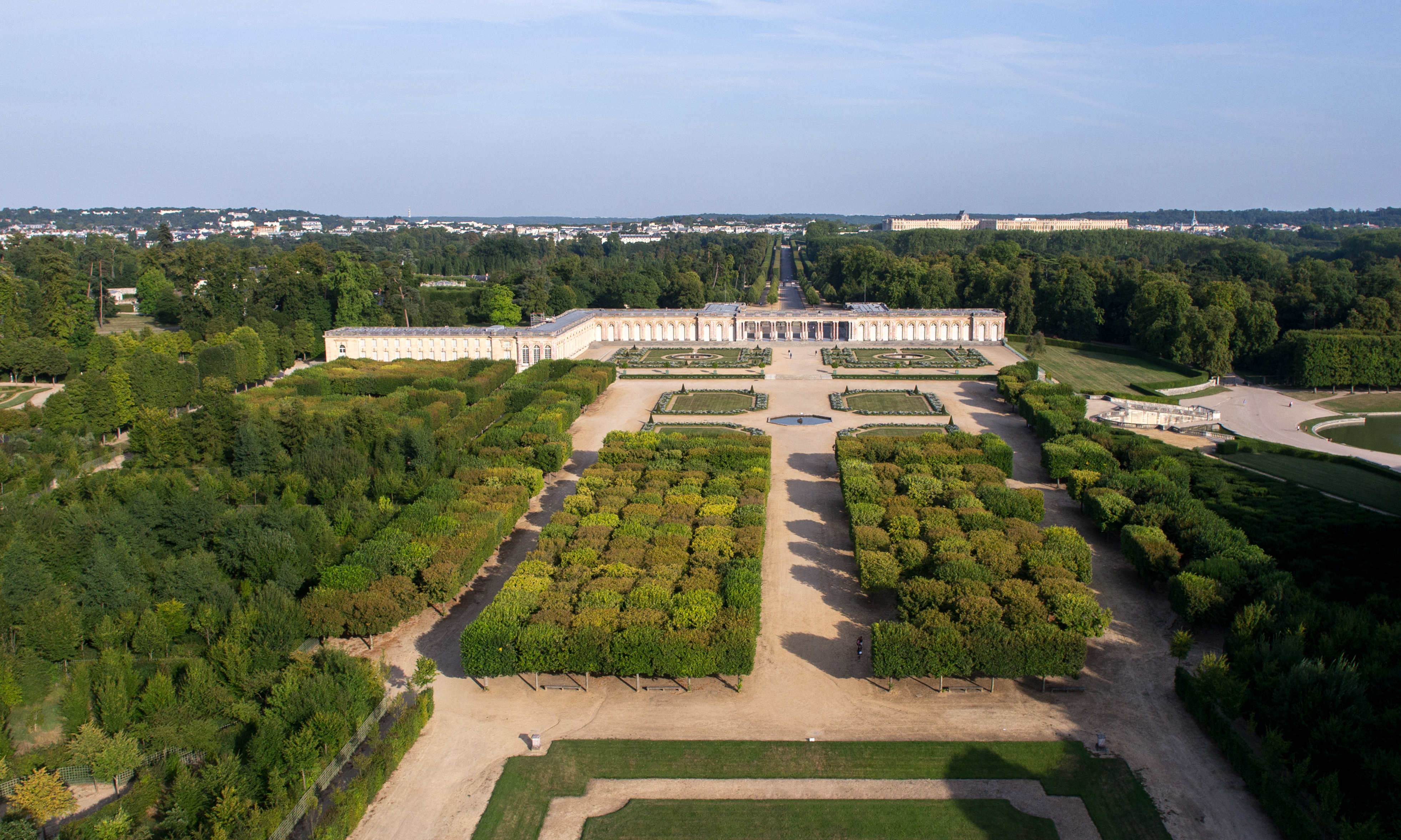
Parter s boskety.